# Шмагін Володимир Михайлович
Володи́мир Миха́йлович Шмагін (17 вересня 1927, місто Новоросійськ, тепер Краснодарського краю, Російська Федерація — 1980) — радянський військовий діяч, генерал-лейтенант авіації, командувач 36-ю повітряною армією Південної групи військ СРСР. Депутат Верховної Ради УРСР 9-го скликання.

## Біографія
У 1945 році закінчив середню школу.
У Радянській армії з 1945 року. У 1950 році закінчив Батайське військове авіаційне училище льотчиків.
У 1950—1955 р. — служба у стройових частинах Військово-повітряних сил СРСР.
Член КПРС з 1953 року.
У 1958 році закінчив Військово-повітряну академію у Моніно Московської області.
Служив командиром ескадрильї, авіаційного полку, авіаційної дивізії.
У 1971 році закінчив Військову академію Генерального штабу Збройних сил СРСР.
У 1971 році — заступник командувача 5-ї повітряної армії ВПС СРСР із бойової підготовки. У 1971—1973 р. — 1-й заступник командувача 5-ї повітряної армії ВПС СРСР Одеського військового округу.
У травні 1973 — квітні 1977 року — командувач 36-ю повітряною армією Південної групи військ (Угорщина).
У квітні 1977 — грудні 1979 року — командувач 5-ю повітряною армією Одеського військового округу.

## Звання
- генерал-лейтенант авіації

## Нагороди
- орден Червоної Зірки
- медалі